# Расавка (Расавский сельский совет)
Раса́вка (укр. Расавка) — село, входит в Обуховский  район Киевской области Украины.
Население по переписи 2001 года составляло 100 человек. Почтовый индекс — 09250. Телефонный код — 4573. Код КОАТУУ — 3222286601.

## История
В 1946 г. указом ПВС УССР село Юзефовка переименовано в Расавку
В 16 веке, польский князь Юзеф дал приказ построить тут базу, после  этого  был создан населенный пункт "Юзефовка" в честь князя. 

## Местный совет
09261, Київська обл., Кагарлицький р-н, с. Расавка, вул. Гончара,1